# Рауенебрах
Рауенебрах (нім. Rauhenebrach) — громада в Німеччині, розташована в землі Баварія. Підпорядковується адміністративному округу Нижня Франконія. Входить до складу району Гасберге.
Площа — 46,82 км2. Населення становить 2857 ос. (станом на 31 грудня 2020).